# موش زمستان‌خواب جنگل بلوچستان
موش زمستان‌خواب جنگل بلوچستان (نام علمی: Dryomys niethammeri) نام یک گونه از گونه موش زمستان‌خواب درختی است.